# Música de Moçambique
A música Moçambicana é uma das mais importantes manifestações da cultura deste país. A música tradicional tem características bantu e influência árabe principalmente na zona norte e, como tal, é normalmente criada para acompanhar cerimónias sociais, principalmente na forma de dança.
A música comercial tem raízes na música tradicional, mas muitas vezes usando ritmos e tecnologias importadas de outras culturas. Um dos tipos de música comercial mais conhecidos é a marrabenta, originária do sul do país, que não é apenas música e dança, mas tem frequentemente uma letra com grande conteúdo social.
A timbila chope, um instrumento musical tradicional, foi considerado pela Unesco, em 2008, Património Imaterial da Humanidade.
Pandza que é um estilo musical jovem do país, foi criado a partir da fusão da música tradicional e moderna por N'Star e desenvolvido por Ziqo e Dj Ardiles.